# Призренско-южноморавский диалект

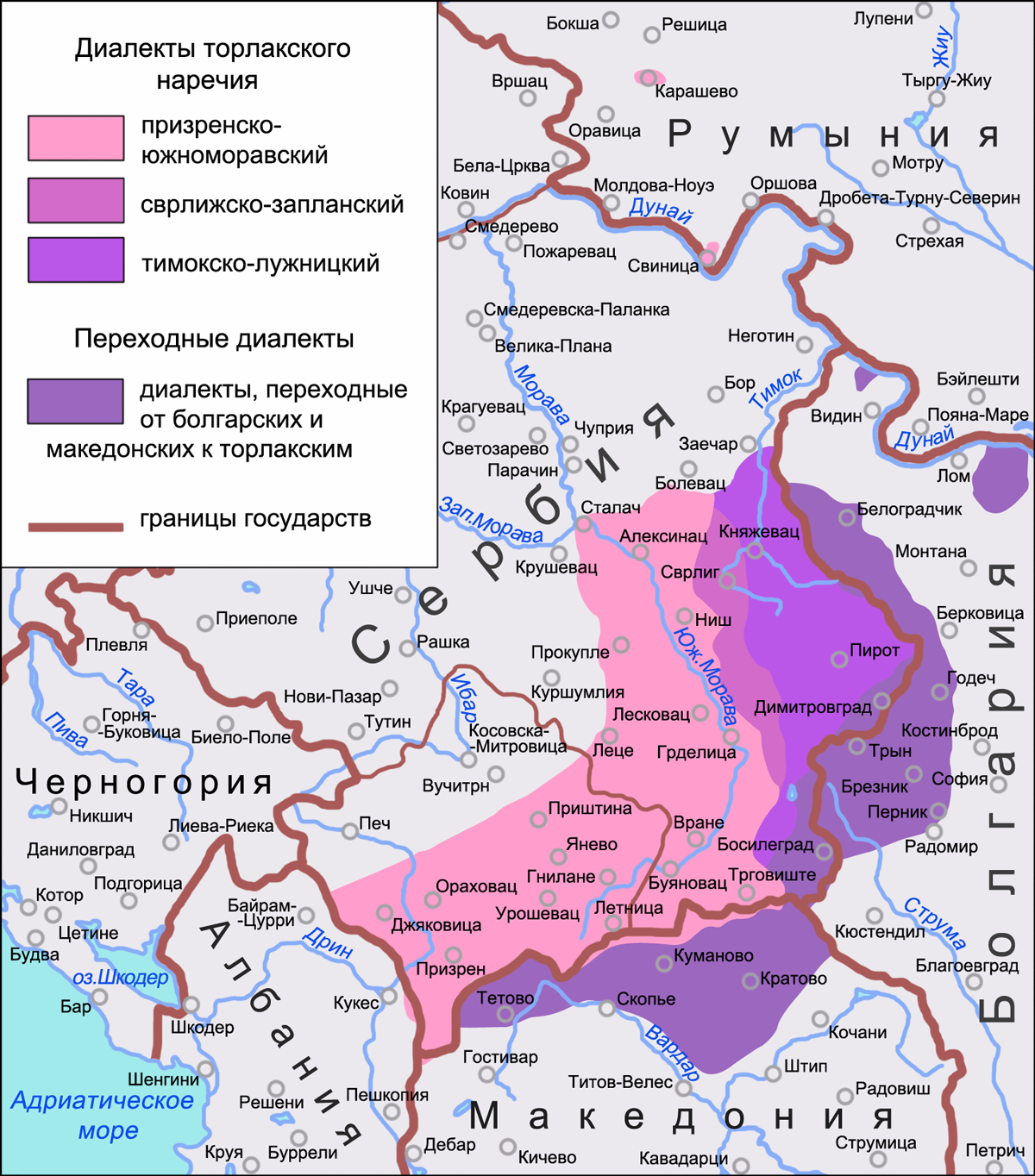
Призренско-южноморавский диалект на карте торлакского наречия

При́зренско-южномора́вский диале́кт (также призренско-моравский диалект, призренско-южноморавская группа говоров, призренско-моравская группа говоров; серб. призренско-јужноморавски дијалекат, prizrensko-južnomoravski dijalekat) — один из трёх диалектов торлакского наречия наряду со сврлижско-запланским и тимокско-лужницким. Распространён в юго-восточной Сербии в районах по реке Южная Морава, а также в южных и восточных районах Косова.
В сравнении с другими диалектами торлакского наречия призренско-южноморавский является наименее балканизированным, в нём реже и менее последовательно реализуются черты, характерные для языков балканского языкового союза (прежде всего болгарского и македонского).

## Вопросы классификации
В современных работах по сербскохорватской диалектологии призренско-южноморавский диалект включают в состав торлакского наречия (одного из четырёх наречий сербскохорватского языкового континуума наряду с кайкавским, чакавским и штокавским). Ранее диалекты торлакского наречия (включая и призренско-южноморавский) часто рассматривались как диалектная группа штокавского наречия — староштокавская призренско-тимокская группа диалектов.
Призренско-южноморавский диалект является переходным от торлакских диалектов к штокавским и противопоставлен в этом отношении собственно торлакским — тимокско-лужницкому, иначе называемому восточноторлакским, и сврлижско-запланскому, или западноторлакскому, диалекту.

## Область распространения
Область распространения призренско-южноморавского диалекта охватывает территории юго-восточной Сербии в районах по течению реки Южная Морава от истока до устья, а также представлена в виде островных ареалов в тех или иных районах южного и юго-восточного Косова. Согласно современному административно-территориальному делению Сербии призренско-южноморавские говоры распространены на большей части Нишавского округа (кроме его крайне северных и восточных районов), на большей части Ябланичского и Пчиньского округов (исключая их восточные районы), а также в юго-западных районах Заечарского округа и в крайне западных районах Расинского и Топличского округов. В Косове и Метохии призренско-южноморавские говоры распространены в славяноязычных анклавах, находящихся на территории с албаноязычным населением в южных и восточных районах Призренского округа, в южных и центральных районах Косовского округа, а также в Косовско-Поморавском округе.
Ареал призренско-южноморавского диалекта граничит с северо-запада и севера с ареалом староштокавского косовско-ресавского диалекта, с востока — с ареалом сврлижско-запланского диалекта, на северо-востоке и на юго-востоке проходят небольшие участки границ призренско-южноморавского с тимокско-лужницким диалектом. С юга к ареалу призренско-южноморавского диалекта примыкают северномакедонские говоры, в которых отмечаются черты переходного торлакско-македонского типа. На западе и юго-западе ареал призренско-южноморавского диалекта не имеет чётких границ, так как торлакские говоры размещены здесь в виде небольших островных ареалов среди сплошного ареала албанского языка.

## Этническая принадлежность носителей

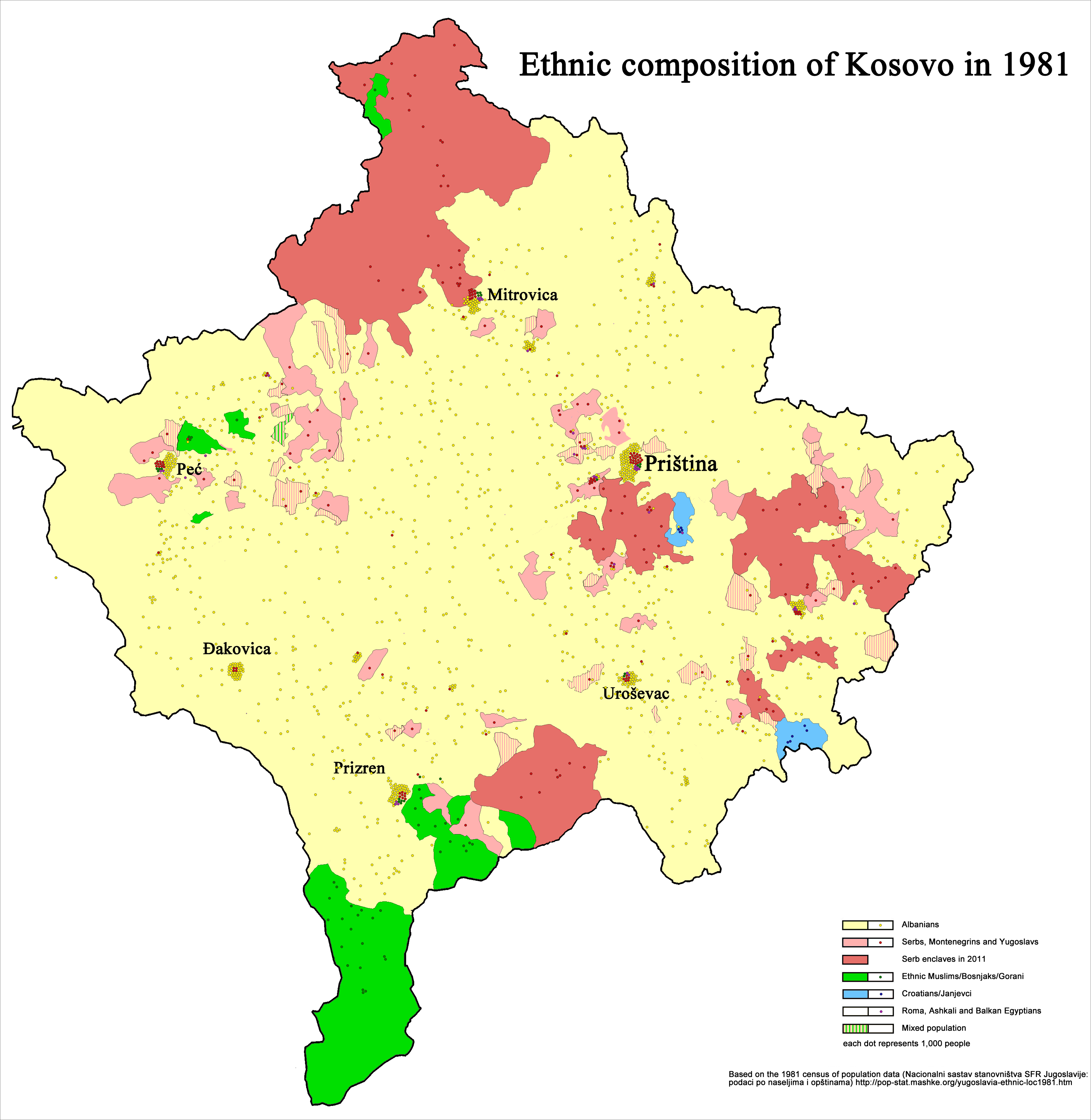
Расселение сербов, хорватов и мусульман в Косове
(по данным на 1981 год)

Подавляющее большинство носителей призренско-южноморавского диалекта — сербы. Существуют также небольшие по численности этнические группы в призренско-южноморавском ареале, не относящие себя к сербам. Так, носители ряда островных говоров в Косове и Метохии причисляют себя к хорватам — они образуют субэтническую группу яневцев, живущих в ряде селений юго-восточного Косова: в Яневе, Летнице, Врнавоколо, Шашаре, Врнезе (во второй половине XX века часть яневцев переселилась в Хорватию: в основном в Кистане (село рядом с городами Книн и Дрниш) и в загребскую Дубраву). Кроме того, призренско-южноморавские говоры употребляются славянскими мусульманами, населяющими юго-западную часть территории Косова и Метохии: горанцами, прекокамцами, средчанами и другими группами (горанцы, живущие помимо юго-западных районов Метохии также в прилегающих к ним приграничных районах Албании и Северной Македонии, признаны в Сербии отдельной этнокультурной группой). В говорах как хорватов-католиков (яневско-летницкие говоры), так и славян, исповедующих ислам (горанские говоры), отмечаются своеобразные черты, отличающие эти говоры от основного массива призренско-южноморавского диалекта.

## Особенности диалекта
В призренско-южноморавских говорах на месте слоговой согласной *l̥ чаще всего отмечается гласная u (žut), как и в говорах сврлижско-запланского диалекта. После дентальных согласных в призренско-южноморавских говорах *l̥ перешло в сочетание lu (slu̍za, dlug), в то время как в сврлижско-запланских — в сочетание lə (sləza). Для тимокско-лужницких в отличие от остальных торлакских говоров характерны такие рефлексы *l̥, как lə (žləto) и u (vuk) после лабиальных согласных — в лужницких говорах, и l̥, оставшаяся без изменений во всех случаях (vl̥ci), — в тимокских говорах.
Наряду со значительным числом общеторлакских диалектных черт в призренско-южноморавском ареале отмечаются собственные местные диалектные особенности, к ним, в частности, относят:
- наличие, как и в сврлижско-запланских говорах, согласных ć, đ (ʒ́) на месте праславянских сочетаний *tj и *dj; в тимокско-лужницких говорах на их месте развились аффрикаты č, dž (ǯ);
- отсутствие, как и в сврлижско-запланских говорах, палатализации заднеязычных k и g перед гласными переднего ряда и после j, l̥ и ń, отмечаемой в говорах тимокско-лужницкого диалекта;
- переход l на конце слога и слова в (j)a, отмечаемый в говорах Косова: be̍ja (литер. bijel), bi̍ja (литер. bio), vika̍ja (литер. vikao) и т. п.; при этом к востоку от Призрена могут встречаться формы типа videv, pepev, сходные с формами, характерными для македонских говоров окрестностей Тетова;
- смягчение l перед гласными e и i в говорах Косова под влиянием албанского языка;
- развитие под влиянием македонского языка ударения, которое обычно падает на третий слог от конца слова; такой тип ударения отмечается в южном ареале призренско-южноморавского диалекта, в частности, в Средской Жупе;
- окончание -u у глаголов 1-го лица единственного числа настоящего времени, отмечаемое в говорах к югу от Вране, и т. д.